# Sheila Terry
Sheila Terry (nacida Kathleen Eleanor Mulhern; 5 de marzo de 1910 – enero de 1957) fue una actriz de cine estadounidense.

## Primeros años
Aunque quería ser actriz, la joven "Kay" Mulhern estudió para ser profesora de acuerdo con los deseos de un tío rico. Tras formarse como educadora entre 1927 y 1929, dio clases en una escuela rural para cumplir el requisito de recibir la herencia de ese tío. Sin embargo, la herencia estaba en acciones y su valor se esfumó en el crack bursátil de 1929.

## Carrera
Primero estudió arte dramático en la academia Dickson-Kenwin, una escuela de Toronto afiliada a la Royal Academy de Londres. Durante aproximadamente siete meses, actuó en obras de teatro en Toronto. Más tarde se trasladó a Nueva York, donde continuó sus estudios y actuó en varias obras. Un cazatalentos cinematográfico la vio en Broadway en The Little Racketeer y le ofreció una prueba que resultó en un contrato con Warner Bros.
Apareció en películas como You Said a Mouthful, Scarlet Dawn y Madame Butterfly (todas de 1932). Apareció con John Wayne en películas wéstern como Haunted Gold (1932), 'Neath the Arizona Skies (1934), y The Lawless Frontier (1934). En 1933 abandonó Hollywood por un breve periodo para dedicarse a los escenarios neoyorquinos.[cita requerida]

## Vida personal
Se casó con el mayor Laurence Clark, un acaudalado miembro de la alta sociedad de Toronto, el 16 de agosto de 1928. Se separaron el 15 de agosto de 1930 y se divorció de él el 15 de febrero de 1934. En 1937 se casó con William Magee, de San Francisco, y se retiró del mundo del espectáculo. Tras su muerte, Terry quiso volver al mundo del espectáculo, pero no encontró trabajo.[cita requerida]

## Muerte
En enero de 1957, su cuerpo fue descubierto en su apartamento del tercer piso, que era a la vez su casa y su oficina. Un amigo y vecino, Jerry Keating, fue a su apartamento al no poder localizarla por teléfono. La puerta estaba cerrada y Terry no respondió al timbre. Keating llamó a la policía, que irrumpió y encontró el cuerpo de Terry en el suelo del dormitorio, con la espalda apoyada en la cama y cinco cápsulas vacías en el suelo a su lado. Unos amigos dijeron a la policía que Terry había vuelto de un viaje a México poco antes de morir y que estaba enferma cuando llegó a casa. Más tarde se descubrió que había muerto sin dinero, dejando sólo un escaso guardarropa. Tenía 46 años. Fue enterrada en la Isla Hart, Nueva York.[cita requerida]

## Filmografía parcial
| - Week-End Marriage (1932) - Connie - Jewel Robbery (1932) - Blonde Decoy (sin acreditar) - Crooner (1932) - chica de la revisión del sombrero (sin acreditar) - Two Against the World (1932) - Miss Edwards - secretaria de Norton (sin acreditar) - Big City Blues (1932) - Lorna St. Clair (sin acreditar) - A Scarlet Week-End (1932) - Marjorie Murphy - They Call It Sin (1932) - Telephone Operator (sin acreditar) - Three on a Match (1932) - Naomi (sin acreditar) - Scarlet Dawn (1932) - Marjorie - I Am a Fugitive from a Chain Gang (1932) - secretaria de Allen (sin acreditar) - You Said a Mouthful (1932) - Cora Norton - Lawyer Man (1932) - Flo - la novia de Gilmurry (sin acreditar) - Haunted Gold (1932) - Janet Carter - Madame Butterfly (1932) - Mrs. Pinkerton - 20,000 Years in Sing Sing (1932) - "Babe" Saunders - esposa de Bud (sin acreditar) - The Match King (1932) - operadora de teléfono rubia (sin acreditar) - Parachute Jumper (1933) - secretaria de Weber (sin acreditar) - The Sphinx (1933) - Jerry Crane - The Silk Express (1933) - Paula Nyberg - Private Detective 62 (1933) - Mrs. Wright (sin acreditar) | - The Mayor of Hell (1933) - rubia con Mike - Son of a Sailor (1933) - Genevieve - The House on 56th Street (1933) - Dolly - Convention City (1933) - Mrs. Kent - Take the Stand (1934) - Mrs. Pearl Reynolds - Rocky Rhodes (1934) - Nan Street - When Strangers Meet (1934) - Dolly - The Lawless Frontier (1934) - Ruby - 'Neath the Arizona Skies (1934) - Clara Moore - Rescue Squad (1935) - Rose - Social Error (1935) - Sonia - Society Fever (1935) - Lucy Prouty - Bars of Hate (1935) - Ann Dawson - A Scream in the Night (1935) - Edith Bentley - Murder on a Bridle Path (1936) - Violet Feverel - Special Investigator (1936) - Judy Taylor - Go-Get-'Em, Haines (1936) - Jane Kent - Fury Below (1936) - Claire Johnson - A Girl's Best Years (1936, cortometraje) - Phyllis Rodgers - Hit the Saddle (1937) - la amiga cantina de Rita (sin acreditar) - Sky Racket (1937) - invitada en la boda (sin acreditar) - I Demand Payment (1938) - Rita Avery |